# Gawłówek (województwo małopolskie)
Gawłówek – wieś w Polsce położona w województwie małopolskim, w powiecie bocheńskim, w gminie Drwinia.
Przez miejscowość przechodzi droga wojewódzka nr 965.
W latach 1975–1998 miejscowość administracyjnie należała do województwa krakowskiego. Integralne części miejscowości: Golica, Ług.
Wieś założył w 1365 r. ówczesny właściciel Gawłowa Leonard, po wcześniejszym uzyskaniu zgody króla Kazimierza Wielkiego. Po raz pierwszy Gawłówek wzmiankowano w 1384 r. jako Wolę. Pierwotnie wieś pozostawała w rękach szlacheckich, jednakże pomiędzy 1419 rokiem a 1434 stała się królewszczyzną. W posiadaniu króla Gawłówek pozostawał aż do I rozbioru.
W Gawłówku znajduje się wyremontowana kapliczka i kilka figurek przydrożnych. W centrum wsi, obok domu ludowego, stoi pomnik w kształcie smukłego ostrosłupa, poświęcony radzieckiemu lotnikowi, który rozbił się tu samolotem w styczniu 1945 roku.
Z lotniska w Gawłówku 16 lipca 1975 r. cywilnym dwupłatowym samolotem An-2, z zamiarem ucieczki do Austrii wystartował Dionizy Bielański, którego kilka godzin później, na polecenie ówczesnego Ministra Obrony PRL, gen. W. Jaruzelskiego zestrzelił czechosłowacki samolot wojskowy 8 km od granicy Austrii.
W Gawłówku urodził się Józef Pyrz, polski filozof i rzeźbiarz, współtwórca i jeden z liderów ruchu hipisowskiego w Polsce.

## Sport
W miejscowości działa Klub Sportowy Żubr Gawłówek, założony w 1973 r. Bierze on udział w rozgrywkach w niższych klasach rozgrywkowych (w sezonie 2020/21 i 2021/22 - w klasie A).